# Бепу
Бепу (јап. 別府市) град је у Јапану у префектури Оита. Према попису становништва из 2005. у граду је живело 126.959 становника.

## Становништво
Према подацима са пописа, у граду је 2005. године живело 126.959 становника.
| 1995.   | 2000.   | 2005.   |
| ------- | ------- | ------- |
| 128.255 | 126.523 | 126.959 |